# Operation Aqueduct
Die Operation Aqueduct war eine Serie von elf US-amerikanischen Kernwaffentests, die 1989 und 1990 auf der Nevada Test Site in Nevada durchgeführt wurde.

## Die einzelnen Tests der Aqueduct-Serie
| #  | Bombe                    | Datum / Zeit (GMT)           | Testgelände              | Testart | Sprengkraft   | Anmerkungen                                                     |
| -- | ------------------------ | ---------------------------- | ------------------------ | ------- | ------------- | --------------------------------------------------------------- |
| 1  | Hornitos                 | 31. Oktober 1989 15:30 Uhr   | Area 20bc                | Schacht | 20 bis 150 kT |                                                                 |
| 2  | Muleshoe                 | 15. November 1989 20:20 Uhr  | Area 7bk                 | Schacht | <20 kT        |                                                                 |
| 3  | Barnwell                 | 8. Dezember 1989 15:00 Uhr   | Area 20az                | Schacht | 20 bis 150 kT |                                                                 |
| 4  | Whiteface-A Whiteface-B  | 20. Dezember 1989 22:00 Uhr  | Area 3lp Area 3lp        | Schacht | <20 kT <20 kT | Simultanzündung verschiedener Bomben in einem Schacht           |
| 5  | Metropolis               | 10. März 1990 16:00 Uhr      | Area 2gh                 | Schacht | 20 bis 150 kT |                                                                 |
| 6  | Bowie                    | 6. April 1990 17:00 Uhr      | Area 3mk                 | Schacht | <20 kT        |                                                                 |
| 7  | Bullion                  | 13. Juni 1990 16:00 Uhr      | Area 20bd                | Schacht | 20 bis 150 kT |                                                                 |
| 8  | Austin                   | 21. Juni 1990 18:15 Uhr      | Area 6e                  | Schacht | <20 kT        |                                                                 |
| 9  | Mineral Quarry Randsburg | 25. Juli 1990 15:00 Uhr      | Area 12n.22 Area 12n.22a | Tunnel  | <20 kT <20 kT | Simultanzündung verschiedener Bomben in verschiedenen Schächten |
| 10 | Sundown-A Sundown-B      | 20. September 1990 16:15 Uhr | Area 1d Area 1d          | Schacht | <20 kT <20 kT | Simultanzündung verschiedener Bomben in einem Schacht           |
| 11 | Ledoux                   | 27. September 1990 18:02 Uhr | Area 1a.01               | Schacht | <20 kT        |                                                                 |